# Kyjevské listy

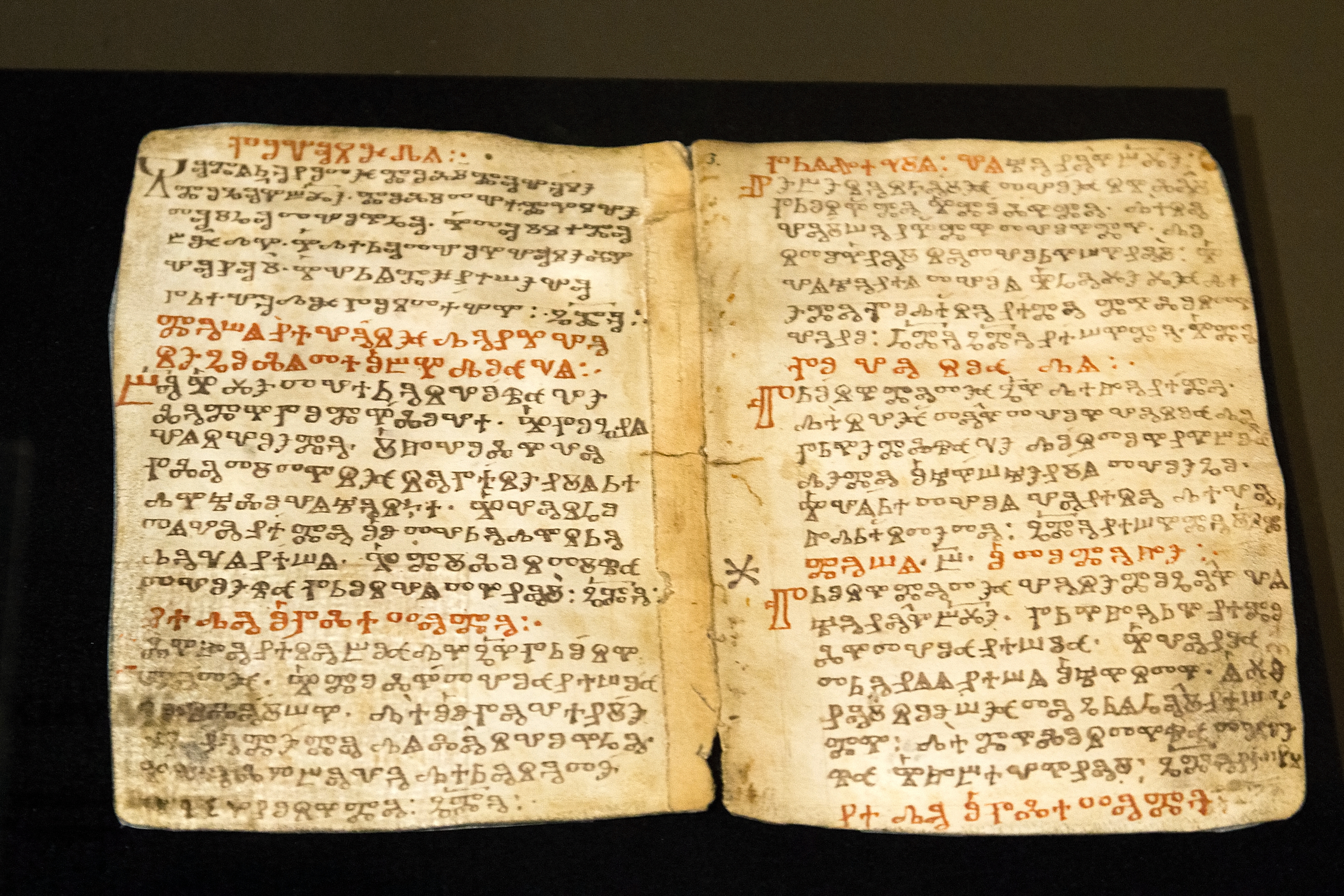
Kyjevské listy dočasně vystavené roku 2015 v Praze

Kyjevské listy jsou nejstarší zachovaná kodexová mešní literární památka. Jedná se o staroslověnský hlaholský text na sedmi pergamenových oboustranně popsaných listech malého formátu s 38 modlitebními formulemi, které pravděpodobně doplňovaly římské liturgické texty. První strana prvního listu je zcela určitě dopsaná, a to hlaholsky – nachází se zde text Listu apoštola Pavla Římanům.
Protože se v textu vyskytují chyby, jde pravděpodobně pouze o opis hlaholského originálu pořízený některým ze žáků školy Cyrila  a Metoděje (autorství se nejčastěji připisuje svatému Gorazdovi).
Kyjevské listy našel roku 1874 v Kyjevě v knihovně Duchovní akademie I. I. Sreznevskij. Do Kyjeva se dostaly z Jeruzaléma v polovině 19. století. Nyní jsou uloženy v knihovně Akademie věd na Ukrajině.
Psané jsou hlaholicí nejstaršího typu (stará, okrouhlá hlaholice). Jazyk je velmi archaický, obsahuje významné velkomoravské rysy, tzv. velkomoravismy (ve světě nepřesně nazývané moravismy anebo dokonce bohemismy), a modlitby se vztahují na římské (ne pravoslavné) zvyklosti, proto se usuzuje, že text vznikl na Velké Moravě, resp. na území nitranských Slovenů na přelomu 9. a 10. století, a je velmi pravděpodobné, že text přímo reprezentuje velkomoravskou variantu staroslověnštiny. V zahraničí se ale vyskytují i názory[kdo?], že text vznikl někde v oblasti Blatenského knížectví anebo v Bulharsku.